# Zbyny (hrad)
Hrad Zbyny (též Zbiny, Zbynsko, Zbinsko, německy Pinskay) byl středověký hrad na Českolipsku. Jeho terénní pozůstatky se nacházejí nad Divokým údolím (německy Wildtal) a poustevnou Zbinsko v oboře Židlov, na katastrálním území Svébořice, asi 3,5 km na východ od vsi Hvězdov, v bývalém vojenském prostoru Ralsko.

## Historie
Ves Zbyny, která patrně stála pod hradem, je v psaných historických pramenech poprvé uváděna roku 1293. Další zpráva pochází až z roku 1582, kdy je zmiňován pouze les Zbinsko, který náležel ke Svébořicím. Ves v té době tedy již byla zaniklá. O zakladateli či majitelích hrádku tedy neexistují žádné bližší informace a lze se pouze domnívat, že se mohlo jednat o sídlo některého z vartemberský nebo bezdězských manů.
V údolí pod hradem se nachází řada světniček vytesaných do skály. Kdy byly vytvořeny není známo. Je možné, že k tomu došlo v době existence hradu nebo ve druhé polovině 18. století, kdy hrabě Hartig založil nedalekou poustevnu.
Poslední osídlení Zbynského lesa představovala Zbynská hájovna, která zanikla po 2. světové válce v souvislosti se vznikem vojenského prostoru.

## Podoba
Hrad stával na skalnatém ostrohu trojúhelníkového tvaru. Na západě jej chránilo Divoké údolí, na jihu další údolíčko. Na čelní straně byl od zbytku ostrožny oddělen šíjovým příkopem, před nímž se nacházel val. Za příkopem byla postavena obdélná obytná budova. Po opuštění hrádku byl areál poustevníky upraven pro zemědělské účely.